# Magnolia (Arkansas)
Magnolia város az USA Arkansas államában, Columbia megyében, melynek megyeszékhelye is. Lakosainak száma 11 162 fő (2020. április 1.).

## Népesség
A település népességének változása:
| Lakosok száma | 424  | 11 577 | 11 162 |
|               | 1860 | 2010   | 2020   |